# Іван Кентен
Іван Кентен (фр. Yvan Quentin, нар. 2 травня 1970, Колломбі-Мураз) — колишній швейцарський футболіст, що грав на позиції захисника.
Виступав за швейцарські клуби «Сьйон», «Ксамакс» та «Цюрих», а також національну збірну Швейцарії, з якою був учасником чемпіонату світу та Європи.

## Клубна кар'єра
У дорослому футболі дебютував 1990 року виступами за команду клубу «Сьйон», в якій провів вісім сезонів, взявши участь у 198 матчах чемпіонату. Більшість часу, проведеного у складі «Сьйона», був основним гравцем захисту команди. За цей час двічі виборював титул чемпіона Швейцарії, а також чотири рази вигравав Кубок Швейцарії.
Протягом сезону 1998/99 років захищав кольори клубу «Ксамакс».
Своєю грою за останню команду привернув увагу представників тренерського штабу клубу «Цюрих», до складу якого приєднався 1999 року. Відіграв за команду з Цюриха наступні чотири сезони своєї ігрової кар'єри. Граючи у складі «Цюриха» також здебільшого виходив на поле в основному складі команди і виграв з командою ще один національний кубок.
Завершив професійну ігрову кар'єру у рідному клубі «Сьйон» в кінці сезону 2003/04, але через високу конкуренцію і травми так і не з'явився на полі.

## Виступи за збірну
9 вересня 1992 року дебютував в офіційних іграх у складі національної збірної Швейцарії в матчі проти збірної Шотландії (3:1).
У складі збірної був учасником чемпіонату світу 1994 року у США та чемпіонату Європи 1996 року в Англії.
Протягом кар'єри у національній команді, яка тривала 11 років, провів у формі головної команди країни 41 матч.

## Титули і досягнення
- Чемпіон Швейцарії (2):

«Сьйон»: 1991-92, 1996-97
- Володар Кубка Швейцарії (5):

«Сьйон»: 1990-91, 1994-95, 1995-96, 1996-97
«Цюрих»: 1999-00